# 베러스쿱크리머리
베러스쿱크리머리(영어: Better Scoop Cremery)는 대한민국의 아이스크림 제조 및 판매 기업이다. 2025년 1월 한화갤러리아 자회사로서 설립됐다. 운영 브랜드로는 '벤슨(영어: Benson)'이 있다. 서울특별시 강남구 신사동에 1호점 '벤슨 크리머리 서울'을 론칭했다.

## 운영 브랜드
- 벤슨

## 같이 보기
- 배스킨라빈스